# Tipula scripta
Espèce
Tipula scripta est une espèce d'insectes de l'ordre des diptères, du sous-ordre des nématocères.

## Liste des sous-espèces
Selon Catalogue of Life (3 janv. 2013) :
- sous-espèce Tipula scripta hartigi Mannheims, 1950
- sous-espèce Tipula scripta immunda Alexander, 1934
- sous-espèce Tipula scripta intermixta Riedel, 1913
- sous-espèce Tipula scripta scripta Meigen, 1830